# Мінджевань (станція)
Мінджева́нь — залізнична станція Азербайджанскої залізниці в місті Міндживань. Розташована на лінії Джульфа — Горадіз — Сараджаляр — Османли-Нові. На північ від станції відходить відгалуження на Зангелан та Кафан. Під час Карабаського конфлікту рух потягів був припинений і після завершення конфлікту на дільниці Джульфа — Горадіз так і не відновлений. На сьогоднішній день станція знаходиться на території Зангеланського району Азербайджану. Пасажирські та вантажні операції на станції не проводяться.